# Новозаречный
Новозаре́чный — посёлок в Ашинском районе Челябинской области России. Входит в состав Укского сельского поселения. Расположен вблизи границы с Башкортостаном, в 12 километрах от Аши.
Рядом с посёлком протекает река Трамшак (приток реки Ук).

## Население
| 2002 | 2010 |
| ---- | ---- |
| 228  | ↘196 |

По данным Всероссийской переписи, в 2010 году численность населения посёлка составляла 196 человек (89 мужчин и 107 женщин).

## Улицы
Уличная сеть посёлка состоит из 6 улиц.